# Pavel Benedikt Stránský
Pavel Benedikt Stránský (* 28. listopadu 1978, Uherské Hradiště) je od roku 2016 biskupem Starokatolické církve v České republice a předsedou její Synodní rady.

## Život

### Vzdělání
- 1997 – maturoval na Arcibiskupském gymnáziu v Kroměříži
- 2003 – Cyrilometodějská teologická fakulta Univerzity Palackého v Olomouci, magisterské studium, obor teologie, křesťanská výchova
- 2008 – Cyrilometodějská teologická fakulta Univerzity Palackého v Olomouci, postgraduální studium, obor teologie, křesťanská výchova
- 2014 – Pedagogická fakulta Univerzity Palackého v Olomouci, bakalářské studium, obor speciální pedagogika a český jazyk

### Působení u policie
Po absolvování základní vojenské služby nastoupil v roce 1999 k Policii České republiky, kde působil na různých postech včetně pozice vyšetřovatele násilných trestných činů.
V letech 2015 a 2016 byl tiskovým mluvčím zlínského krajského ředitelství policie.

### Duchovní
Do Starokatolické církve vstoupil v roce 1998. V roce 1999 byl jedním ze zakladatelů zlínské farní obce Starokatolické církve. Jáhenské svěcení přijal 30. června 2001 a následně působil jako jáhen ve své domovské farnosti ve Zlíně. Na kněze byl vysvěcen dne 18. října 2003 a následně se stal farářem zlínské farnosti. V letech 2010–2011 působil jako administrátor starokatolické farnosti v Brně.

### Biskup
8. dubna 2016 byl 49. synodou Starokatolické církve konanou v klášteře premonstrátů v Želivě zvolen v pořadí čtvrtým biskupem Starokatolické církve v ČR. 17. července 2016 převzal vedení církve a z titulu biskupa-elekta se stal i předsedou Synodní rady Starokatolické církve. 1. dubna 2017 byl v bazilice sv. Markéty v Praze na Břevnově vysvěcen biskupem z rukou starokatolického arcibiskupa z Utrechtu Jorise Vercammena (hlavní světitel), rakouského starokatolického biskupa Heinze Lederleitnena a Pierra Whalona, biskupa Konvokace episkopálních církví v Evropě (spolusvětitelé).